# ISO 19109
Lo standard ISO19109 - Regole per lo schema applicativo fa parte degli standard prodotti da ISO/TC211 e definisce le regole per creare e documentare schemi applicativi e comprende i principi per la definizione delle caratteristiche.
Il campo di applicazione comprende:
- la modellazione concettuale delle caratteristiche e delle loro proprietà nell'ambito dell'universo del discorso;
- la definizione degli schemi applicativi;
- l'utilizzo del linguaggio dello schema concettuale per gli schemi applicativi;
- la transizione dai modelli dello schema concettuale ai tipi di dati dello schema applicativo;
- l'integrazione dello schema applicativo con altri schemi normalizzati derivanti da altre norme ISO riguardanti informazioni geografiche.

La norma italiana UNI-EN-ISO19109 è la versione ufficiale in lingua inglese della norma europea EN ISO 19109 (edizione luglio 2006).